# Gli eroi del pensiero
Gli eroi del pensiero è un libro di Will Durant pubblicato nel 1926 (e in una seconda edizione revisionata nel 1933). La prima edizione italiana, a cura di Ettore e Mara Fabietti, venne edita da Sugar Editore nel 1964).

## Contenuti
L'autore presenta i profili e le idee di quelli che egli considera i più importanti filosofi occidentali, da Platone fino a Friedrich Nietzsche: Durant si adopera per mettere in evidenza come le loro idee siano collegate e come le idee di un filosofo formino la base per le idee di quello successivo. Il libro si compone di undici capitoli ognuno dei quali si focalizza su di un particolare filosofo, ad eccezione degli ultimi due che raggruppano in modo più sintetico i profili di sei filosofi del ventesimo secolo. In origine, si trattava di una raccolta di fascicoli della serie Little Blue Books, una raccolta di opuscoli economici a scopo divulgativo: l'opera ottenne un tale successo che si raccolsero i fascicoli in un unico libro edito da Simon & Schuster nel 1926.
I capitoli, nell'ordine, trattano dei seguenti filosofi: Platone, Aristotele, Francesco Bacone, Baruch Spinoza (con una sezione dedicata a Cartesio), Voltaire (con una sezione dedicata a Rousseau), Immanuel Kant (con una sezione dedicata a Hegel), Arthur Schopenhauer, Herbert Spencer, e Friedrich Nietzsche. Gli ultimi due capitoli sono dedicati a filosofi europei e americani: Henri Bergson, Benedetto Croce, and Bertrand Russell sono trattati nel decimo capitolo, mentre George Santayana, William James, and John Dewey nell'undicesimo.